# IC 4577
IC 4577 је галаксија у сазвјежђу Змија која се налази на листи објеката дубоког неба у Индекс каталогу.
Деклинација објекта је + 23° 47' 35" а ректасцензија 15h 42m 45,5s. Привидна величина (магнитуда) објекта IC 4577 износи 14,3 а фотографска магнитуда 15,3. IC 4577 је још познат и под ознакама CGCG 136-61, NPM1G +23.0407, PGC 55848.